# Fansipangana vernalis
Fansipangana vernalis is een schietmot uit de familie Rhyacophilidae. De soort komt voor in het Oriëntaals gebied.